# Затворена средна закръглена гласна
Затворената средна закръглена гласна е гласен звук, срещан в някои говорими езици и представян в международната фонетична азбука със символа ʉ. Той е сходен българския звук, обозначаван с „у“, но изговорен с по-предно и по-високо разположение на езика.
Затворената средна закръглена гласна се използва в езици като английски (goose, [ɡʉːs]) и руски (кюрий, [ˈkʲʉrʲɪj]), но много често е алофон на затворената задна закръглена гласна.